# ウェイン郡 (ミシガン州)
ウェイン郡（英: Wayne County）は、アメリカ合衆国ミシガン州ロウアー半島の南東部に位置する郡である。人口は179万3561人（2020年）。郡庁所在地は州内第1の都市デトロイト（人口63万2464人）である。

## 歴史

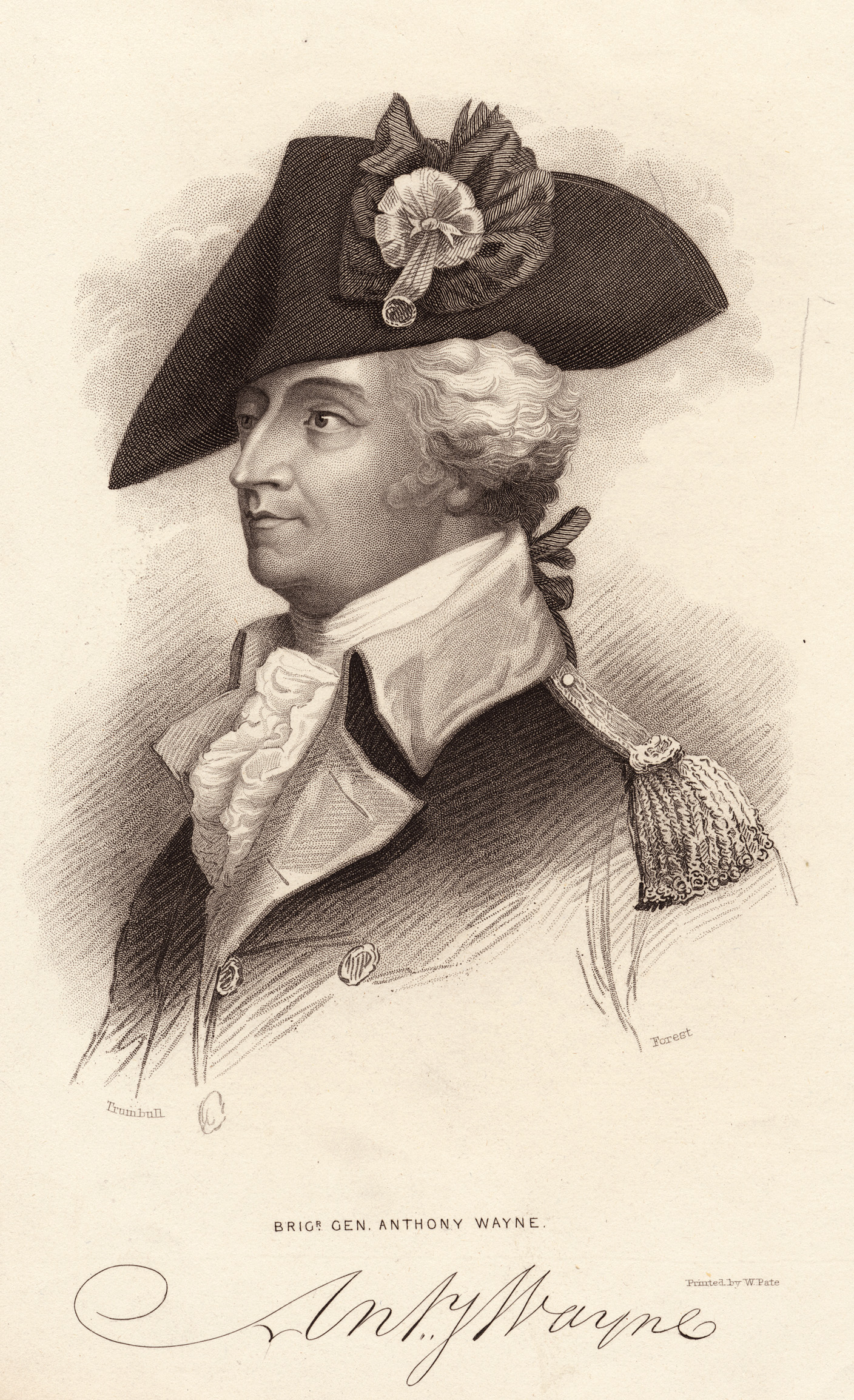
アンソニー・ウェイン

ウェイン郡は北西部領土が組織化されたときに最初に作られた郡の1つだった。郡名はアメリカ独立戦争などで活躍した"マッド"・アンソニー・ウェイン将軍に因んで名付けられた。当初の領域はロウアー半島全体と、現在のオハイオ州、インディアナ州、イリノイ州の小部分に跨っていた。1796年8月15日、準州州務長官かつ知事代行だったウィンスロップ・サージェントが発した宣言に拠れば、その領域はカヤホガ川河口に始まり、西のフォートウェイン（インディアナ州）に進み、ミシガン湖の最南端から西岸沿いに北に進んでスペリオル湖の領土北限に達し、その後は領土境界に沿ってヒューロン湖、セントクレア湖、エリー湖を通って、出発点に戻るとされていた。
1803年1月14日、インディアナ準州知事ウィリアム・ハリソンが同様な宣言を発し、ウェイン郡の領域をミシガン湖の最南端を通る東西の線が、ミシガン湖の最西端を通る南北の線と交わる所から、北は領土の境界まで、その後は境界線を辿ってミシガン湖の最南端を通る東西の線と交わる所まで進み、出発点に戻るとしていた。この領域には現在のイリノイ州シカゴが含まれ、ウィスコンシン州のミシガン湖岸に沿ったかなりの幅を持つ領域までが入っていた。
インディアナとイリノイが州に昇格し、その後にできたミシガン準州の中で新しい郡が作られていくに連れて、ウェイン郡の領域は小さくなっていった。

## 地理
アメリカ合衆国国勢調査局に拠れば、郡域全面積は672.20平方マイル (1,741.0 km2)であり、このうち陸地614.15平方マイル (1,590.6 km2)、水域は58.05平方マイル (150.3 km2)で水域率は8.64%である。水域にはデトロイト川とセントクレア湖が含まれている。
ウェイン郡の北はオークランド郡およびマコーム郡と接し、西はウォッシュトノー郡、南はモンロー郡と接している。
東はデトロイト川とセントクレア湖の対岸にカナダのオンタリオ州エセックス郡と接している。カナダへはデトロイト・ウィンザー・トンネルまたはアンバサダー橋を使って車で越境できる。川の流れる方向が変化したために対岸のオンタリオ州はウェイン郡の南に位置することになる。川の方向が曖昧なので郡南部の町は通常「川下」と表現されている。
郡内最大の島であるグロスアイルはウェイン郡橋とグロスアイル有料橋で本土と結ばれている。

### 交通

#### 主要高規格道路
- 州間高速道路75号線は、「川下」の町を通り、デトロイト市の南西側を抜け、フィッシャー・フリーウェイとしてデトロイト市中心街の北側境界となる。その後州間高速道路375号線および州道3号線と繋ぐ番号なし延伸部との複雑なインターチェンジでフィッシャーからクライスラー・フリーウェイとなり、さらに州道1号線に並行して進む。デトロイト市街地は残り1マイル足らずである。 この道はウェイン郡東部と南のトレド市および北のフリント市とを結んでいる。北はスーセントマリー国際橋に、南はフロリダ州まで通じている。
- 州間高速道路94号線は、郡中央部を東西に抜けており、東のポートヒューロンと西のシカゴとを繋いでいる。さらに西はモンタナ州まで通じている。デトロイト・メトロ空港の北側に出る。市内ではエドセル・フォード・フリーウェイと呼ばれている。
- 州間高速道路96号線は、デトロイト市が東の終点である。グランド川アベニューに沿ってデトロイト市の北西に出ると真西の州間高速道路275号線に進み、合流して北に曲がる。デトロイト市の西から州間高速道路275号線まではジェフリーズ・フリーウェイと呼ばれている。市内ではロサパークス記念ハイウェイとなっているが、単にジェフリーズと呼ばれることもある。
- 州間高速道路275号線は、ウェイン郡の中を通る距離が最も長く、デトロイト・メトロ空港の南やピナクル・レースコースに繋がっている。
- 州間高速道路375号線は、国内の表示がある州間高速道路の中で最短である。他にも短い道路はあるが、表示が全く無い。デトロイト市中心街の東側境界となり、クライスラー・フリーウェイの南部延伸部になっている。
- アメリカ国道12号線は、その東終点がデトロイト市中心街カス・アベニューにある。そこから市の西側を通り、ディアボーン市など西の地点に向かう。州間高速道路94号線の代替路になっている。地元ではミシガン・アベニューと呼ばれている。
- アメリカ国道24号線は、「川下」を横切り、ディアボーンの最西端に向かう。州間高速道路75号線の代替路になっている。地元ではテレグラフ道路と呼ばれている。
- アメリカ国道10号線は、2つの道で郡内に入る。当初はウッドワード・アベニューを経由していたが、ロッジ・フリーウェイが完成すると、国道10号線がそれに移された。ウッドワード・アベニューのルートは州道1号線となった。後に現存の道路がベイシティで切られ、州道10号線がロッジ・フリーウェイに代わった。
- アメリカ国道16号線（旧道）は、グランドリバー・アベニューで郡内に入り、デトロイト市中心街で終わっていた。
- アメリカ国道25号線（旧道）は、「川下」でディックス・トレド・ハイウェイと名付けられ、デトロイト市内ではフォート通りとグラティオット・アベニューとされていた。 州間高速道路75号線が建設され、国道25号線はシンシナティまでとなった。
- アメリカ国道112号線（旧道）は、デトロイト市中心街からミシガン・アベニューを辿り、ウェイン郡から出て行っていた。現在は国道12号線となっている。
- ミシガン州道1号線は、デトロイト市中心街のアダムズ通りに南端がある。中心街とニューセンターを抜け、ハイランドパークを通る。州間高速道路75号線や州道10号線の代替路となっている。地元ではウッドワード・アベニューと呼ばれる。国道10号線がロッジ・フリーウェイと指定された結果として、州道1号線ができた。
- ミシガン州道3号線は、デトロイト市中心街のランドルフ通りとジェファーソン・アベニューに南端がある。デトロイトの北東側を北東に進み、マウントクレメンスを過ぎると北に向かう。地元ではグラティオット・アベニューと呼ばれる。国道25号線が廃線になった結果として州道3号線ができた。
- ミシガン州道5号線は、デトロイトの北西側で州間高速道路96号線との交差点に始まり、グランドリバー・アベニューを辿って郡から出て行く。
- ミシガン州道8号線は、州間高速道路96号線からデトロイトのコナント通りに向かい、ハイランドパーク市を通る。自動車専用道路の区間はデイビソン・フリーウェイと呼ばれる。
- ミシガン州道10号線は、デトロイト市中心街の州道3号線が始まるのと同じ地点に始まり、ロッジ・フリーウェイで市内に入り、サウスフィールドに接続する。
- ミシガン州道14号線は、リボニア市にある州間高速道路96号線と同275号線の交差点に始まる。田園部を走り、プリマスとアナーバーに通じている。
- ミシガン州道39号線は、デトロイト市中心のリンカーンパーク市に始まり、サウスフィールド道路に沿ってアレンパークに向かい、サウスフィールド・フリーウェイとなり、デトロイト市の西側を通る。
- ミシガン州道39号線は、デトロイト市の州道3号線に始まり、市内を通り、「親指」地域に接続する。地元ではヴァンダイク・アベニューと呼ばれる。
- ミシガン州道85号線は、全体が郡内に入っている。デトロイト市中心街のグリスウォルド通りに始まり、市の南西部を「川下」地区に繋ぎ、フラットロック市近くの州間高速道路75号線でおわる。75号線の代替路になっている。地元ではウェストフォートとサウスフォートと呼ばれ、リバーローグで分かれる。
- ミシガン州道97号線は、デトロイト市北東側の短区間のみである。州道3号線に始まり、市内ではガンストン通りとフーバー通りを辿る。
- ミシガン州道102号線は、州道5号線と州間高速道路94号線の間の郡境を辿る。地元では西8マイル道路と東8マイル道路と呼ばれ、ジョン・R通りで別れる。
- ミシガン州道153号線はデトロイトとディアボーンの市境でワイオミング通りに始まり、フォード道路として西郊外部に通じている。
- ミシガン州道16号線（旧道）は、国道16号線の一部となり、それも州内からは無くなった。
- ミシガン州道17号線（旧道）は、エコース道路を辿ってリンカーンパーク市に行き、国道25号線に合流してデトロイト市中心街に入っていた。
- ミシガン州道56号線（旧道）は、モンロー市で国道24号線に接続し、フラットロック市に向かっていた。かつてはカントンで国道112号線に接続し、ヒューロンリバー・ドライブとベルビル道路に沿っていた。
- ミシガン州道112号線は、第二次世界大戦中にウィン郡内に入った。その後は高速道路として、ヴァンビューレン郡区のウィロウラン空港へのアクセス路となり、ロミュラス郡区で現在の州間高速道路94号線に代わった。テイラー郡区では州道17号線と国道24号線と交差し、ディアボーン市の国道112号線で終わっていた。
- ディキシー・ハイウェイは、1915年に既に郡内を通っていた。当時はアメリカ合衆国南部とを繋ぐ唯一の道路だった。現在ではその形跡も残っていない。

#### 空港
- デトロイト・メトロポリタン・ウェイン・カウンティ空港は、「川下」にロミュラスの町にある。デルタ航空やスピリット航空のハブ空港であり、ウェイン郡空港局が運営する2空港の１つである。
- ウィロウラン空港はヴァンビューレン郡区にあり、滑走路は4本（5本目は近年誘導路に転換された）。定期便は運行されていない。ウェイン郡空港局が運営する2空港の１つである。
- グロスアイル市民空港は、グロスアイル郡区の中心街から南に約2マイル (3.2 km) の位置にある。舗装滑走路が2本ある。 定期便は運行されていない。
- コールマン・A・ヤング国際空港はデトロイト市空港とも呼ばれる。デトロイト市中心街から州道3号線で車で直ぐの距離にある。舗装滑走路が2本ある。 定期便は運行されていない。

### 隣接する郡
- ウォッシュトノー郡 - 西
- モンロー郡 - 南、南西
- マコーム郡 - 北東
- オークランド郡 - 北西
- カナダ、オンタリオ州、エセックス郡 - 東

### 国立保護地域
- デトロイト川国際野生生物保護区（部分）

## 人口動態
以下は2010年国勢調査による人口統計データである。
| 基礎データ - 人口: 1,820,584人 - 世帯数: 702,749 世帯 - 家族数: 450,651 家族 - 人口密度: 1,148人/km2（2,974人/mi2） - 住居数: 821,693軒 - 住居密度: 518軒/km2（1,343軒/mi2） 人種別人口構成 - 白人: 49.6% - アフリカン・アメリカン: 40.3% - ネイティブ・アメリカン: 0.3% - アジア人: 2.5% - その他の人種: 0.1% - 混血: 2.0% - ヒスパニック・ラテン系: 5.2% 年齢別人口構成 - 18歳未満: 25.4% - 18-24歳: 9.7% - 25-44歳: 25.5% - 45-64歳: 26.8% - 65歳以上: 12.7% - 年齢の中央値: 37歳 - 性比（女性100人あたり男性の人口） - 総人口: 92.4 - 18歳以上: 88.7 | 世帯と家族（対世帯数） - 18歳未満の子供がいる: 33.1% - 結婚・同居している夫婦: 37.4% - 未婚・離婚・死別女性が世帯主: 20.7% - 非家族世帯: 35.9% - 単身世帯: 30.7% - 65歳以上の老人1人暮らし: 17.4% - 平均構成人数 - 世帯: 2.56人 - 家族: 3.22人 収入と家計 - 収入の中央値 - 世帯: 39,408米ドル - 家族: 49,176米ドル - 性別 - 男性: 26,823米ドル - 女性: 17,744米ドル - 人口1人あたり収入: 20,948米ドル - 貧困線以下 - 対人口: 23.7% - 対家族数: 18.6% - 18歳未満: 34.8% - 65歳以上: 11.7% |

## 郡政府

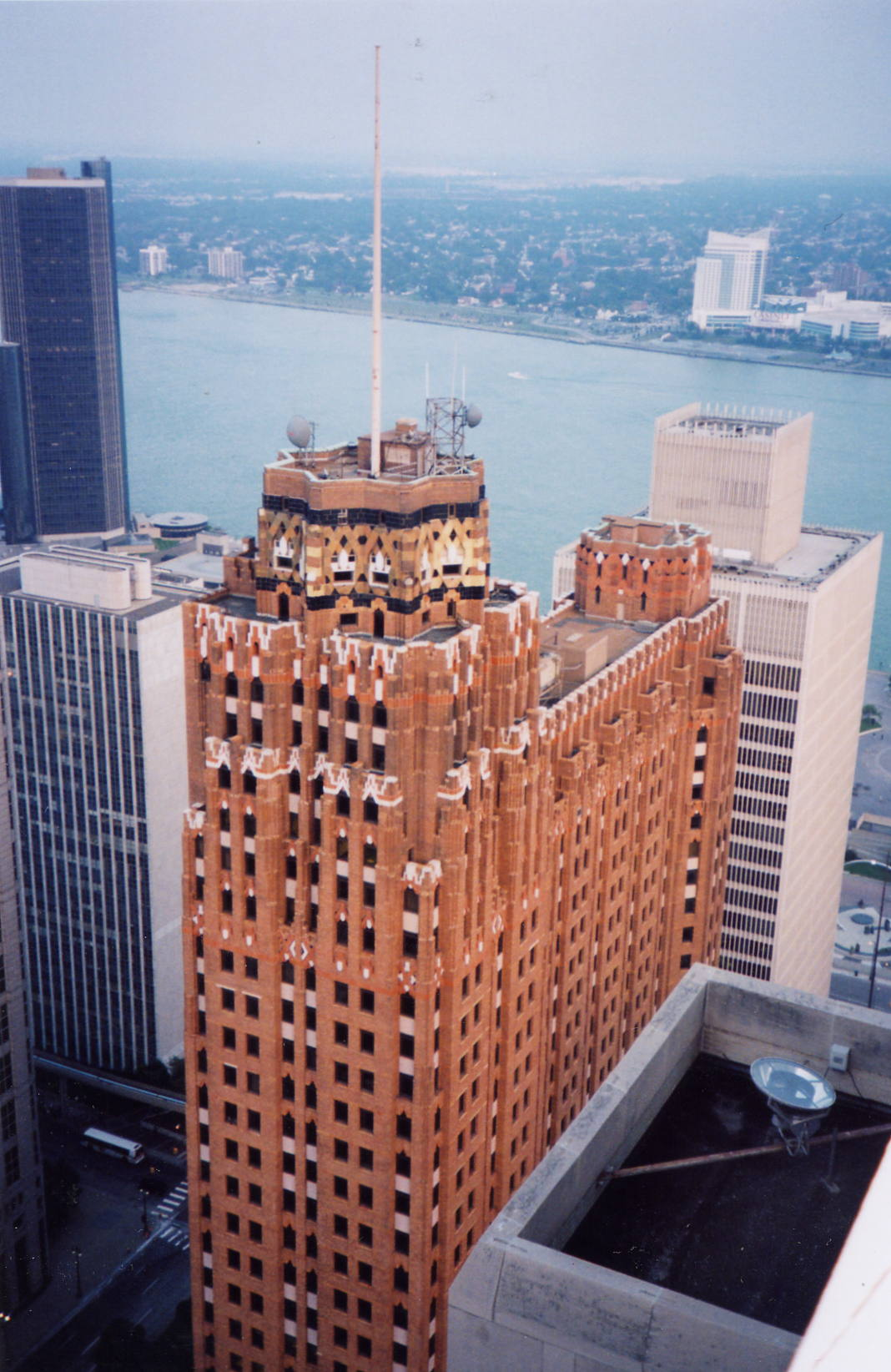
デトロイト市の歴史あるガーディアン・ビル、ウェイン郡の本部がある

ウェイン郡はミシガン州最初の「チャーター郡」であり、その自治憲章によって州法と州憲法に規定される中での統治構造を設定している。ミシガン州の郡政府の大半は州法に従ってその構造を決め、地元で採択された憲章は無い。
郡政府は郡監獄の運営、地方道の維持、デトロイト市を除く地域の権利譲渡と抵当権設定記録など重要記録の維持、公衆衛生規制の管理、福祉など社会サービスの項目で州の施策への参加を行う。ミシガン州では、警察と消防、建設と区画割、税評価、街路維持など地方政府の大半機能は個々の都市と郡区の責任である。

### 公共サービス部門
元はウェイン郡道路委員会とされていた公共サービス部門は郡の道路とハイウェイを建設し維持する郡政府の機関である。元の機関が行った多くの成果がアメリカ合衆国国家歴史登録財に指定されている。

### 矯正所
ウェイン郡監獄部がデトロイト市中心街にあるアンドリュー・C・ベアード拘置施設、同じく中心街にある古いウェイン郡監獄、およびハムトラマックにあるウィリアム・ディッカーソン拘置施設を運営している。

## 政治
| 年     | 民主党         | 共和党         |
| ------ | -------------- | -------------- |
| 2008年 | 74.02% 660,085 | 24.62% 219,582 |
| 2004年 | 69.39% 600,047 | 29.81% 257,750 |
| 2000年 | 69.01% 530,414 | 29.02% 223,021 |
| 1996年 | 68.95% 504,466 | 24.04% 175,886 |
| 1992年 | 60.39% 508,464 | 26.96% 227,002 |
| 1988年 | 60.18% 450,222 | 39.03% 291,996 |
| 1984年 | 57.19% 496,632 | 42.31% 367,391 |
| 1980年 | 58.60% 522,024 | 35.42% 315,532 |
| 1976年 | 60.11% 548,767 | 38.18% 348,588 |
| 1972年 | 53.26% 514,913 | 45.08% 435,877 |
| 1968年 | 63.25% 654,157 | 26.16% 270,566 |
| 1964年 | 75.97% 831,674 | 23.83% 260,901 |
| 1960年 | 65.99% 773,327 | 33.66% 394,485 |

## 郡区

ウェイン郡の郡区と自治体の区分図、白色はチャーターが無い一般郡区、灰色はチャーター郡区、法人化都市と村を示す

ウェイン郡は下記9つの郡区に分割されている。
- ブラウンズタウン・チャーター
- カントン・チャーター
- グロスアイル
- ヒューロン・チャーター
- ノースビル・チャーター
- プリマス・チャーター
- レッドフォード・チャーター
- サンプター
- ヴァンビューレン・チャーター

## 都市と町

### 都市
| - デトロイト - 郡庁所在地 - ディアボーン - リボニア - ウェストランド - テイラー - ディアボーンハイツ - リンカーンパーク - ワイアンドット - サウスゲイト - ハムトラマック - アレンパーク - ガーデンシティ - インクスター - ロミュラス - グロスポイントウッズ - グロスポイントパーク - ハーパーウッズ - ハイランドパーク | - メルビンデール - リバービュー - トレントン - ウェイン - ウッドヘイブン - ベルビル - エコース - フラットロック、 一部はモンロー郡内 - ジブラルタル - グロスポイント - グロスポイントファームズ - グロスポイントショアーズ、 一部はマコーム郡内 - ノースビル、 一部はオークランド郡内 - プリマス - リバーログ - ロックウッド |